# John Alcock
John Alcock (ur. 5 listopada 1892 w Manchesterze, zm. 18 grudnia 1919 pod Rouen) – brytyjski lotnik, znany z pierwszego przelotu przez Atlantyk bez lądowania w 1919 roku, z Arthurem Whittenem Brownem.
Początkowo pracował jako mechanik motocyklowy. Zainteresował się lotnictwem i podjął pracę w warsztatach lotniczych, a w 1911 ukończył kurs pilotażu.
Podczas I wojny światowej był instruktorem pilotażu i pilotem w lotnictwie bombowym RNAS. W 1916 został wysłany na śródziemnomorski teatr działań. Między innymi, 9 lipca 1917 dokonał bombowcem Handley Page O/100 śmiałego nalotu na Stambuł. 30 września, podczas próby kolejnego nalotu, jego samolot wpadł do morza na skutek awarii silnika; Alcock został uratowany, lecz trafił do niewoli tureckiej. Wojnę ukończył w stopniu kapitana, w marcu 1919 wystąpił z wojska.
Z 14 na 15 czerwca 1919, wraz z nawigatorem Arthurem Whittenem Brownem, Alcock jako pilot dokonał pierwszego nieprzerwanego przelotu ponad Oceanem Atlantyckim samolotem Vickers Vimy. Wystartowali z Nowej Fundlandii w kierunku na wschód i po 16 godzinach 28 minutach lotu 15 czerwca wylądowali na trzęsawisku w Irlandii, uszkadzając samolot. Pokonali dystans 3040 km (1890 mil, część źródeł podaje 3186 km – 1980 mil).
Po locie zostali uznani za bohaterów. Król Jerzy V udekorował ich komandorią (knight commander)  Orderu Imperium Brytyjskiego, z czym wiązała się nobilitacja. Uzyskali 10 000 funtów nagrody redakcji gazety Daily Mail. 15 grudnia 1919 w obecności Alcocka, rekordowy samolot Vimy został umieszczony w Muzeum Nauki w Londynie.
18 grudnia 1919, lecąc nowym samolotem amfibią Vickers Viking na pierwszy powojenny salon lotniczy w Paryżu, Alcock rozbił się we mgle na Cote d’Everard koło Rouen we Francji i poniósł śmierć w wyniku doznanych obrażeń.